# Kanton Artenay
Kanton Artenay (francouzsky Canton d'Artenay) je francouzský kanton v departementu Loiret v regionu Centre-Val de Loire. Tvoří ho 10 obcí.

## Obce kantonu
- Artenay
- Bucy-le-Roi
- Cercottes
- Chevilly
- Gidy
- Huêtre
- Lion-en-Beauce
- Ruan
- Sougy
- Trinay